# Хрватски национализам
Хрватски национализам је национализам који потврђује националност Хрвата и промовише културно јединство Хрвата. 
Модерни хрватски национализам је први пут настао у 19. веку након све већег притиска за мађаризацију и почео је да расте посебно након априлских закона који су игнорисали хрватску аутономију под Угарском краљевином.   Засновала се на две главне идеје: историјском државном праву заснованом на континуитету са средњовековном хрватском државом и идентитету повезаном са Словенима.  Овај период је започео Илирским покретом, који је створио Матицу хрватску  и промовисао „илирски“ језик. Илиризам је изнедрио два политичка покрета: Странку права названу по концепту државног права (праваштво) на челу са Антом Старчевићем и југословенство под Јосипом Јурјем Штросмајером, а оба су била ограничена на интелигенцију. 
Залагање за југословенство као средство за постизање уједињења хрватских земаља у супротности са њиховом поделом под Аустроугарском почело је тако што је Штросмајер заговарао да је то оствариво у оквиру федерализоване југословенске монархије. 
Након оснивања Југославије 1918. године, Видовданским уставом из 1921. године успостављена је високо централизована држава у складу са српским националистичким жељама да се обезбеди јединство Срба, што је изазвало негодовање код Хрвата и других народа у Југославији. Далматински Хрват и главни југословенски лидер из Првог светског рата Анте Трумбић осудио је Видовдански устав због успостављања српске хегемоније у Југославији супротно интересима Хрвата и других народа у Југославији. Хрватски националисти су се супротставили централизованој држави са умереним националистима који су захтевали аутономну Хрватску у оквиру Југославије.  Хрватски национализам је постао масовни покрет у Краљевини Југославији преко Хрватске сељачке странке Стјепана Радића.  Захтев умерених хрватских националиста за аутономном Хрватском у оквиру Југославије прихватила је југословенска влада Споразумом Цветковић–Мачек из 1939. године.  Споразум је разбеснео српске националисте који су се противили споразуму на основу тога што је ослабио јединство српства у Југославији, потврђујући свој значај за Југославију слоганом „Јако српство, јака Југославија“.  Споразум је такође разбеснео Бошњаке (тада познате као Југословенски муслимани), укључујући Југословенску муслиманску организацију (ЈМО) која је осудила поделу Босне и Херцеговине према споразуму. 
Насилни секташки хрватски национализам развио се пре Другог светског рата унутар усташког покрета Анте Павелића, који је сарађивао са нацистичком Немачком и фашистичком Италијом у Независној Држави Хрватској током Другог светског рата.  Хрватски национализам је тада у великој мери био успаван, осим хрватског пролећа, све до распада Југославије и хрватског рата за независност.  У свом екстремнијем облику, хрватски национализам оличен је жељом за успостављањем великохрватске државе, идеализацијом сељачких и патријархалних вредности, као и антисрпским расположењем. 

## Историја

### Аустроугарска
У 19. веку, противљење Хрвата мађаризацији и жеља за независношћу од Аустроугарске довели су до успона хрватског национализма.  Илирски покрет тежио је буђењу хрватске националне свести и стандардизацији регионалних књижевних традиција које су постојале у различитим дијалектима на једном стандардном језику. Када су хрватске земље биле културно уједињене, покрет је имао за циљ уједињење остатка Јужних Словена под васкрслим илирским именом. Илири су током револуција 1848. настојали да остваре политичку аутономију Хрватске у оквиру федерализоване Хабзбуршке монархије.  Анте Старчевић је основао Странку права у Хрватској 1861. године која је тврдила да правно право Хрватске на државност никада није поништено од стране Хабзбуршке монархије и да је стога Хрватска правно имала право да буде независна држава.  Старчевић је сматрао да Хрватска укључује не само данашњу Хрватску, већ и оно што је садашња Босна и Херцеговина, Словенија (Војводство Корушка, Крањска, Штајерска) и делови данашње Србије (Новопазарски санџак, Срем), сви људи у овој Великој Хрватској, било да су католици, муслимани или православци, дефинисани су као Хрвати. 
Током 19. до средине 20. века хрватски националисти су се такмичили са све више пансловенским илирским покретом и југославистима око идентитета Хрвата.  Оснивач југословенства, хрватски бискуп Јосип Јурај Штросмајер залагао се за уједињење хрватских земаља у југословенску монархијску федеративну државу поред осталих Југословена.  Међутим, упркос Старчевићевој и Штросмајеровој супротстављеној визији идентитета, ниједно од њихових гледишта није имало много утицаја изван хрватске интелигенције. 

### Краљевина Југославија
Хрватски национализам је постао масовни покрет под вођством Стјепана Радића, вође Хрватске народне сељачке странке након 1918. године по стварању Југославије.  Радић се противио уједињењу Југославије, јер се плашио губитка националних права Хрвата у високо централизованој држави у којој су доминирали бројчано већи Срби.  Убиство Радића 1928. године испровоцирало је и наљутило хрватске националисте са централизованом југословенском државом, а од 1928. до 1939. године хрватски национализам је био дефинисан као тежња ка неком облику аутономије или независности од Београда.  Године 1939. направљен је компромис између југословенске владе и аутономашке Хрватске сељачке странке коју је предводио Владко Мачек са стварањем аутономне Хрватске унутар Југославије познате под називом Бановина Хрватска. 

### Независна Држава Хрватска
Хрватски национализам је достигао критичну тачку у свом развоју током Другог светског рата, када је хрватски екстремни националистички и фашистички усташки покрет преузео управљање Независном Државом Хрватском (НДХ) након инвазије на Југославију од стране сила Осовине и стварања НДХ у по вољи фашистичке Италије и нацистичке Немачке као итало-немачке државе клијента.  Усташе су починиле масовни геноцид над Србима, Јеврејима и Ромима и прогањале политичке противнике, укључујући комунистичке југословенске партизане и четнике који су се борили против њих. 

### Комунистичка Југославија
Након пораза Сила Осовине 1945. и успона комунисте Јосипа Броза Тита као вође нове Југославије коју су предводили комунисти, хрватски национализам заједно са другим национализмима су потиснуте од стране државних власти.  Током комунистичке ере, неки хрватски комунисти су означени као хрватски националисти, односно Иван Крајачић и Андрија Хебранг. Хебранга су српске новине оптужиле да је утицао на Тита да делује против српских интереса, у ствари су Тито и Хебранг били политички ривали, пошто је Хебранг заступао хрватске интересе на савезном нивоу и био један од главних југословенских партизанских вођа. Хебранг се залагао и за промену хрватских граница, јер је, према његовим речима, хрватске границе пресецала комисија Милована Ђиласа. Такође се залагао против неправедних девизних курсева наметнутих Хрватској после 1945. године и осуђивао показне процесе против људи који су означени као колаборационисти. Хебранг није представљао озбиљну претњу српским интересима, јер је више пута деградиран, а 1948. стављен у кућни притвор,  а касније и убијен.
Хрватски национализам није нестао, али је остао успаван до касних 1960-их до раних 1970-их с избијањем покрета Хрватског прољећа који је позивао на децентрализовану Југославију и већу аутономију Хрватске и других република од контроле савезне владе.  Ове захтеве је Титов режим ефикасно спровео.  Хрватски комунисти почели су да указују на српску доминацију на командним местима у партији, у војсци, полицији и тајној полицији.  Међутим, главна тема је био перципирани подређени статус стандардног хрватског, који се у то време сматрао западном варијантом српско-хрватског.  Године 1967. Удружење хрватских књижевника позвало је да се хрватски прогласи посебним језиком и у образовне и у издавачке сврхе.  Због оваквих захтева Тито је 1971. и 1972. године издао наређење да се реше реформатора.  Око 1.600 хрватских комуниста је избачено из Комунистичке партије или ухапшено. 
Такве мере зауставиле су успон национализма у Југославији, али је хрватски национализам наставио да расте међу хрватском дијаспором у Јужној Америци, Аустралији, Северној Америци и Европи.  Хрватска политичка емиграција је била добро финансирана и често блиско координирана.  Те групе су биле антикомунистичке пошто потичу од политичких емиграната који су напустили Југославију још 1945. године. 
Хрватски национализам је оживео и у радикалним, независним и екстремистичким облицима касних 1980-их као одговор на наводну претњу српског националистичког програма Слободана Милошевића који је тежио снажно централизованој Југославији.  Хрватска је прогласила независност од Југославије 1991. што је довело до рата у Хрватској од 1991. до 1995. године. 
Хрватска владајућа елита помогла је босанском ХДЗ -у да дође на власт. Први лидери босанског ХДЗ-а супротставили су се Туђмановој идеји о подели Босне и Херцеговине између Хрватске и Србије; као одговор, Мате Бобан је постављен за лидера ХДЗ-а. Основао је Хрватску Републику Херцег-Босну са циљем да се на крају рата споји са Хрватском.  Бобанов пројекат је пропао 1994. стварањем Федерације Босне и Херцеговине.

### Модерна Хрватска и Босна и Херцеговина
Почевши од 1980-их, хрватски националистички покрет предводи бивши комунистички генерал и историчар Фрањо Туђман.  Туђман је у почетку био истакнути комуниста, али је 1960-их почео да прихвата национализам.  Убрзо је стекао наклоност хрватске дијаспоре, помажући му да прикупи милионе долара у циљу успостављања независне Хрватске.  Туђман је окупио интелектуалце и симпатизере Хрватског прољећа из дијаспоре Хрвата и основао Хрватску демократску заједницу (ХДЗ) 1989. године.  1990. Туђманов ХДЗ је победио на првим демократским изборима у Социјалистичкој Републици Хрватској. Године 1991. избио је рат у Хрватској, а следеће године је избио рат у Босни.
Хрватска владајућа елита помогла је босанском ХДЗ -у да дође на власт. Први лидери босанског ХДЗ-а супротставили су се Туђмановој идеји о подели Босне и Херцеговине између Хрватске и Србије; као одговор, Мате Бобан је постављен за лидера ХДЗ-а. Основао је Хрватску Републику Херцег-Босну са циљем да се на крају рата споји са Хрватском.  Бобанов пројекат је пропао 1994. стварањем Федерације Босне и Херцеговине.

## Партије

### Тренутне
- Хрватска демократска заједница Босне и Херцеговине (1990 – данас)
- Хрватска странка права (1990 – данас)
- Странка права Босне и Херцеговине 1861 (1990. – данас)
- Хрватска чиста странка права (1992 – данас)
- Хрватска сељачка странка Босне и Херцеговине (1993 – данас)
- Хрватска странка права 1861 (1995 – данас)
- Хрватска странка права Босне и Херцеговине (2004 – данас)
- Странка хрватске деснице (2004 – данас)
- Аутентична Хрватска странка права (2005 – данас)
- Хрватска демократска заједница 1990. (2006. – данас)
- Само Хрватска – Покрет за Хрватску (2007 – данас)
- Независни за Хрватску (2017 – данас)
- Завичајни покрет (2020 – данас)

### Историјске
- Хрватски народни савез (1910–2010)
- Хрватски истински препород (2002–2011)
- Хрватски блок (2002–2009)
- Хрватска коалиција (2010–2011)

## Личности
- Анте Старчевић
- Јосип Франк
- Стјепан Радић
- Анте Павелић
- Андрија Хебранг
- Дидо Кватерник
- Фрањо Туђман